# قناة إيفل

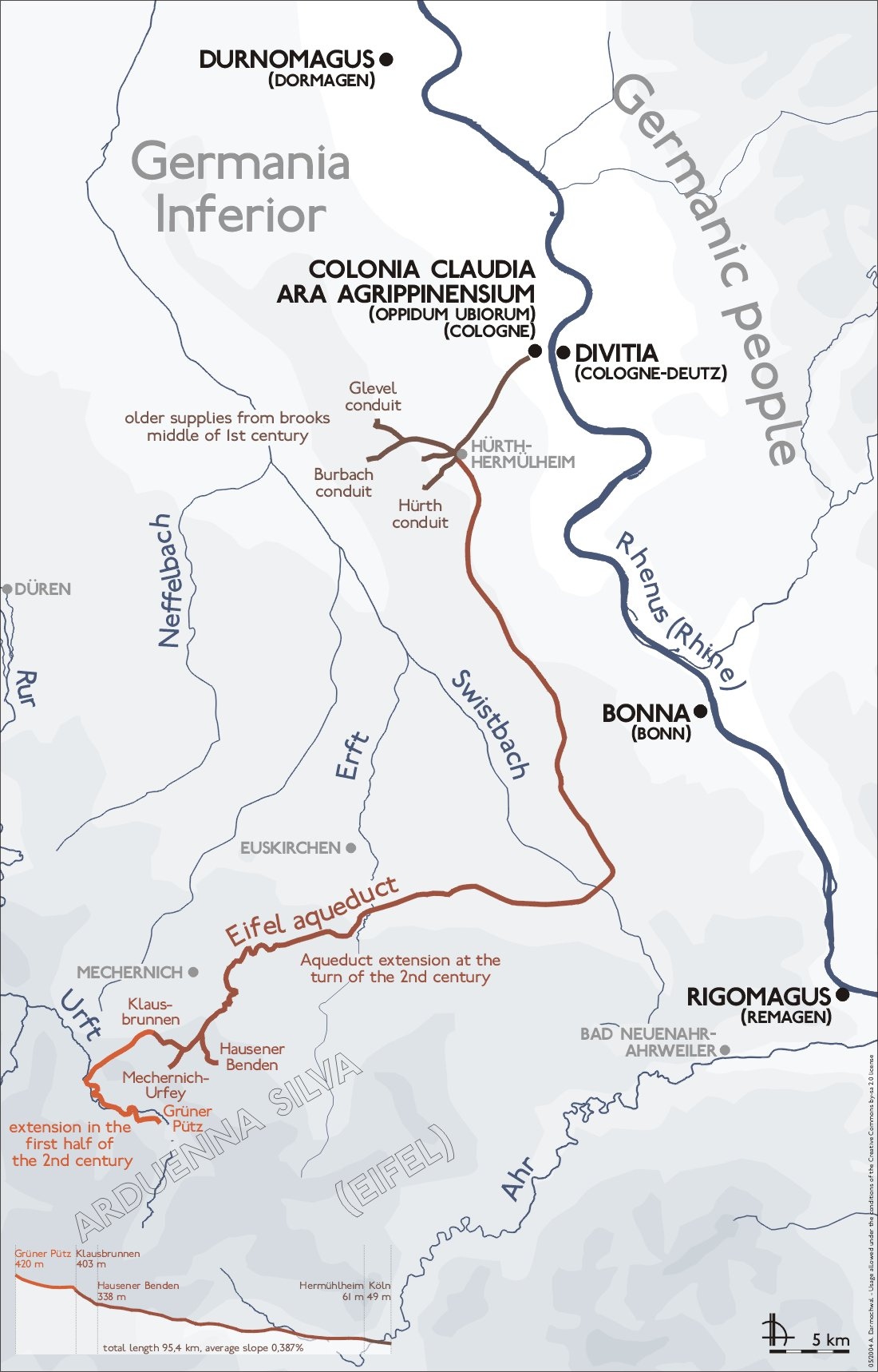
The route of the Eifel aqueduct, with its average slope.

قناة إيفل كانت واحدة من أطول القنوات في الأمبراطورية الرومانية، شيدت القناة في 80 م، قامت بنقل بعض الماء مسافة 95 كيلومتر (59 ميل) من تلال منطقة إيفل من ما هو الآن ألمانيا إلى المدينة القديمة من كولونيا كلاوديا عارة Agrippinensium (في الوقت الحاضر كولونيا). إذ كان التدفق الإضافي من الينابيع وكان طول 130 كيلومتر (81 ميل) محسوبا، وكان البناء بالكامل تحت سطح الأرض تقريبا، وكان تدفق المياه ينتج تقريبا من قبل الجاذبية.وهناك عدد قليل الجسور، بما في ذلك واحدة تصل إلى 1,400 متر (0.87 ميل) في الطول والحاجة، لتمر عبر الوديان. وخلافا لبعض من غيرها من القنوات الرومانية الشهيرة، وقد صممت قناة إيفل خصيصا لتقليل الجزء فوق سطح الأرض لحمايته من التلف والتجمد.

## التاريخ

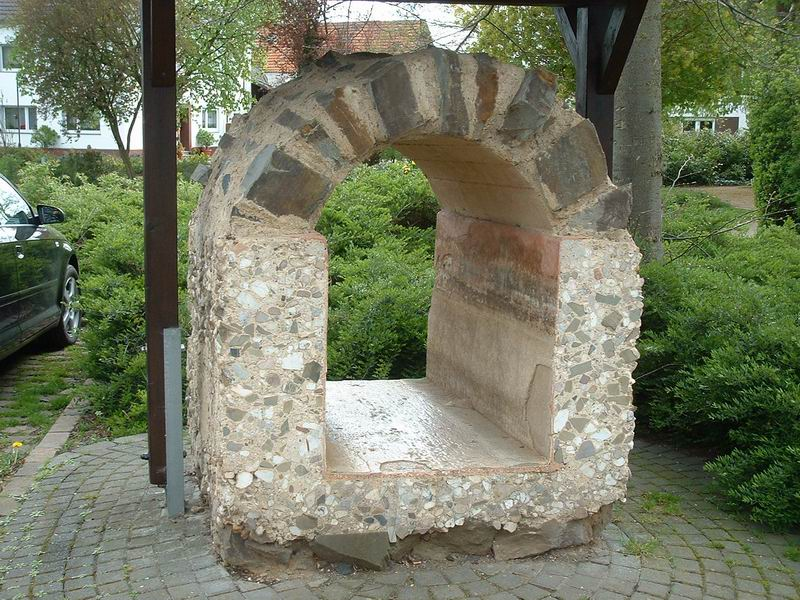
In Buschhoven, near بون, a small section of the aqueduct is preserved.

قبل بناء قناطر إيفل، حصلت كولونيا على مياهها من قناة Vorgebirge، والتي كان مصدرها من الينابيع ومجاري المياه من منطقة فيل إلى الغرب من المدينة. وحيث كانت المدينة تنموا، وبمرور الوقت لم تعد القناة قادرة على توفير ما يكفي من المياه: تضمنت الينابيع كمية صغيرة من الطمي وأحيانا تصبح جافة في فصل الصيف. بنيت قناة جديدة لجلب المياه من الينابيع لإيفل في المدينة.
تم بناء قناة إيفل في الجزء الشمالي من المنطقة. البناء هو من الخرسانة وتم تشكيل غطاء مقوس بالحجارة. وكان الحد الأقصى لعدد حوالي 20,000 متر مكعب (4,400,000 غالون إمب) من مياه الشرب يوميا. ووفرت القناة المياه للحمامات والعيون، والمنازل الخاصة لكولونيا كلاوديا آرا Agrippinensium. وظلت القناة قيد الاستخدام حتى حوالي عام 260، عندما تم نهب المدينة لأول مرة من قبل القبائل الألمانية. بعد هذا التاريخ، لم يتم أبدا اعادتها للعمل مرة ثانية، والمدينة أصبحت تحصل على المياه من قناطر Vorgebirge القديمة.

## المسار
بدأت القناة في الربيع في مجال شمال الراين-وستفاليا في وادي نهر أورفت. ومن ثم تنطلق على طول الوادي إلى كال، حيث كان عليها التغلب على الحصص بين الميز والراين.اختار المهندسون الرومان هذه البقعة لأنهم كانوا قادرين على التغلب على الفجوة دون اللجوء إلى نفق أو مضخة. ثم تم شق القناة بحيث تكون موازية لجبال إيفل الشمالية، وعبرت نهر أورفت قرب Kreuzweingarten (في حي عاصمة مقاطعة كرايس) وباخ سويست مع جسر مقوس. في brook، شمال غرب بون، مرورها المرتفعات Vorgebirge. وأخيرا، تسير من خلال برول وهورث قبل وصولها إلى كولونيا. تم تجهيز الينابيع الأخرى في المنطقة التي تتوافق مع نوعية وكمية المبادئ التوجيهية الرومانية أيضا لتغذية الخط الرئيسي.

## الجوانب الإنشائية

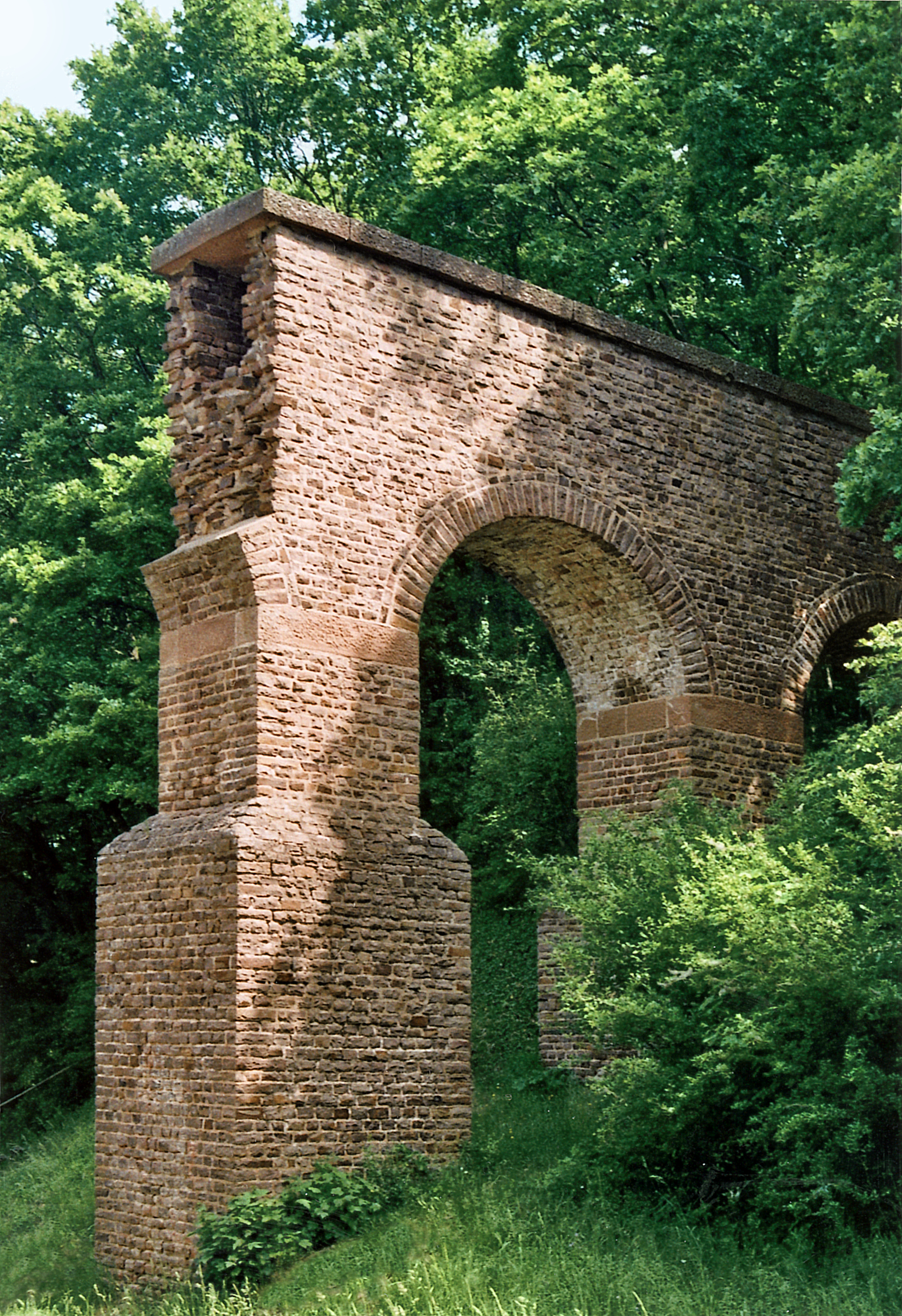
1961 reconstructed aqueduct near Mechernich-Vussem

للحماية من الصقيع، فإن معظم مسار القناة إمتد حوالي 1 ميل تحت سطح الأرض. وتشير الحفريات الأثرية التي، عند أدنى مستوى، كان المهندسين الرومانيين قد وضعوا طبقة فضفاضة من الحجارة. على هذا الأساس، وضعوا الخرسانة أو الحجر الأخدود على شكل حرف U لعمل ممر أو ميزاب، وعلى هذا، فإن قطع الحجارة والملاط استخدمت لبناء قوسا. واقيا
يتم تبطين داخل القناة أيضا بخليط محمر يسمى أوبس سيجنينم.هذا الخليط يحوى الجير وكذلك أيضا الطوب المسحوق. هذه المواد تتصلب تحت الماء وتنع التسرب إلى الخارج. ويتم اغلاق الشقوق الصغيرة برماد الخشب، الذي ينثر فوقها أول مرة عند إنشاءالقناة.

## إنشاءات الينابيع الرومانية

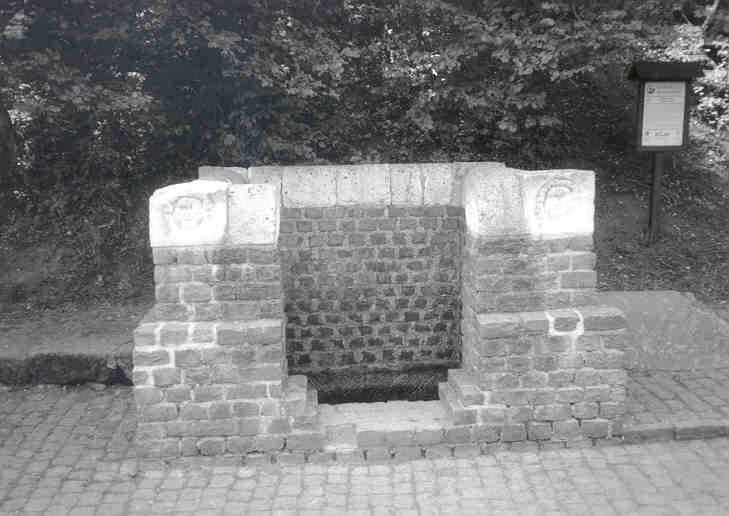
The spring at Grüner Pütz is marked by a Roman pool.

تم تزويد عدة ينابيع في المنطقة بأبنية مساعدة لتوجيه مياهها إلى القناة. الأول في المنبع، 'جرونر PUTZ' بالقرب Nettersheim. وأكثر من تمت دراسته هو «كلاوس نافورة» في مشرنيش. هذا الموقع قد أعيد بناؤه من الناحية الأثرية وتم الحفاظ عليها. تم تصميم الإنشاءات في مختلف الينابيع لتتلاءم مع خصائص المنطقة وستتلقى المتطلبات التقنية اليوم.
كانت هناك أربعة مجالات رئيسية حول الينابيع:
- جرونر بوتز  (الينبوع الأخضر) بالقرب من ناترشايم
- نافورة كلاوس  (ينبوع كلاوس) قرب ميشيرنيش
- إن حجم الينابيع في Mechernich-Urfey
- إن  Hausener Benden  في Mechernich-Eiserfey

منطقة الينابيع Hausener Benden ، وأيضا بالقرب Mechernich، كان مثيرا للاهتمام لأنه اكتشف في وقت متأخر نوعا وتم إعادتها إلى الاستخدام. في عام 1938، وفي أثناء البحث عن مصدر مياه للشرب تغذى منطقة Mechernich ، واجه العمال خط تغذية للقناة من هذه المنطقة. تم توصيل المياه من تغذية بدائية إلى شبكة مياه الحديثة. حتى لا تتلف الينابيع، أنها نفذت ولم يتم أي بحث لمبان أثرية حول الينابيع.

## التراث
البحوث الأثرية على قناة إيفل بدأت في القرن ال19. سى أي ايك كان مكتشف أبعد مصدر من كولونيا في  جرونر بوتز 'بالقرب Nettersheim (في عام 1867). وقد أجريت دراسة منهجية للقناة من 1940-1970 من قبل فالديمار هابيري. وكان كتابه عام 1971 لا يزال دليلا مناسبا على طول مسار البناء حتى عام 1980، عالم الآثار كلاوس Grewe مسح الموقع تماما وأضافه إلى الخريطة الطبوغرافية الألمانية الرسمية. أطلس دير römischen Wasserleitungen ناتش كولن  (أطلس رومانى لقنوات المياه إلى كولونيا) هو عمل قياسي للباحثين في مجال العمارة الرومانية
القناة إيفل هو موقع أثري مهم جدا وذى قيمة، خاصة لدراسة المسح الروماني، والقدرة التنظيمية، والدراية الهندسية. وإنما هو أيضا رمز مؤثر عن فقدان المعرفة التقنية خلال تراجع الحضارات أن ما بين العصور الوسطى 
والآونة الأخيرة، لم يتم العثور على أي استخدام أفضل للقناة أكثر من أن تكون مقلعا للحجارة. ولم يسجل أي مستوى يعادل التكنولوجيا الرومانية في هذا المجال حتى 19th و 20th قرون.

## Footnotes
1. ↑  "معلومات عن قناة إيفل على موقع babelnet.org". babelnet.org. مؤرشف من الأصل في 2019-12-12.

## Sources
- Grewe, Klaus. Der Römerkanalwanderweg. Eifelverein Düren. ISBN 3-921805-16-3.
- Grewe, Klaus. Atlas der römischen Wasserleitungen nach Köln. Rheinland-Verlag. ISBN 3-7927-0868-X.
- Haberey, Waldemar. Die römischen Wasserleitungen nach Köln. Rheinland-Verlag, 1971. ISBN 3-7927-0146-4.
- Hodge, Trevor. Roman Aqueducts and Water Supply. London: Duckworth, 2002. ISBN 0-7156-3171-3.
- Jeep, John M. Medieval Germany: An Encyclopedia. Routledge, 2001. ISBN 0-8240-7644-3.
- Lewis, M.J.T. Surveying Instruments of Greece and Rome. Cambridge University, 2001. ISBN 0-521-79297-5.
- Pörtner, Rudolf. Mit dem Fahrstuhl in die Römerzeit. Moewig, Rastatt 2000. ISBN 3-8118-3102-X.
- Tegethoff, F. Wolfgang; Rohleder, Johannes; Kroker, Evelyn. Calcium Carbonate: From the Cretaceous Period Into the 21st Century. Birkhäuser, 2001. ISBN 3-7643-6425-4.
- Bedoyere, Guy de la. English Heritage Book of Roman Towns in Britain. Rowman & Littlefield, 1992. ISBN 0-7134-6893-9.